# U-Bahnhof Sesto Rondò
Der U-Bahnhof Sesto Rondò ist ein U-Bahnhof der U-Bahn Mailand. Er befindet sich in der Mitte der Stadt Sesto San Giovanni unter der kreisförmigen Piazza Quattro Novembre, im Volksmund als Rondò („Kreisplatz“) genannt. Er liegt am Nordabschnitt der ATM-Linie M1.

## Geschichte
Der Bahnhof wurde am 28. September 1986 bei der Verlängerung vom U-Bahnhof Sesto Marelli zum U-Bahnhof Sesto FS in Betrieb genommen.

## Anbindung
| Linie | Verlauf |
| ----- | --- |
|       | Sesto 1º Maggio FS – Sesto Rondò – Sesto Marelli – Villa San Giovanni – Precotto – Gorla – Turro – Rovereto – Pasteur – Loreto – Lima – Porta Venezia – Palestro – San Babila – Duomo – Cordusio – Cairoli – Cadorna FN – Conciliazione – Pagano – Buonarroti – Amendola – Lotto – QT8 – Lampugnano – Uruguay – Bonola – San Leonardo – Molino Dorino – Pero – Rho Fiera – Wagner – De Angeli – Gambara – Bande Nere – Primaticcio – Inganni – Bisceglie |